# Chirpy Chirpy Cheep Cheep
"Chirpy Chirpy, Cheep Cheep" is een nummer uit 1970 van de Britse singer-songwriter Lally Stott dat met name bekend geworden is in de uitvoering van de Schotse band Middle of the Road uit 1971.

## Versie van Lally Stott
Lally Stott schreef en nam het nummer op in zijn woonplaats in Italië. In dat land werd de single in september 1970 voor het eerst uitgebracht en het nummer behaalde de Italiaanse Top 20. Het nummer werd daarna in verschillende landen uitgebracht. In Australië leverde dit Stott een nummer 1-hit op en in de Nederlandse Top 40 werd de achtste plek behaald. In de Billboard Hot 100 kwam het niet verder dan plek 92.

## Versie van Middle of the Road
Middle of the Road bracht hun coverversie slechts een maand later dan Stotts originele versie uit, wederom met Italië als eerste land. De single werd op 15 januari 1971 in Groot-Brittannië uitgebracht. Het nummer werd vrij snel een hit in continentaal Europa maar het duurde een tijd voordat het aansloeg in de Britse hitlijst. Maar uiteindelijk lukte dit, het nummer kwam in mei 1971 in de UK Singles Chart terecht en stond het vijf weken lang op de eerste plek. De single behaalde de eerste plek in België (zowel Vlaanderen als Wallonië), Denemarken, Ierland, Israël, Noorwegen, Spanje, Zweden, Zwitserland. In de Nederlandse Top 40 bleef het op de tweede plek steken. Uiteindelijk wist Middle of the Road van deze single meer dan tien miljoen exemplaren te verkopen.

### NPO Radio 2 Top 2000
| Nummer met noteringen in de NPO Radio 2 Top 2000 | '99  | '00  | '01 | '02  |
| ------------------------------------------------ | ---- | ---- | --- | ---- |
| Chirpy Chirpy Cheep Cheep                        | 1689 | 1820 | -   | 1740 |

1. ↑  Een '-' betekent dat het nummer niet was genoteerd en een vetgedrukt getal geeft de hoogste notering aan.
2. ↑  Deze tabel is bijgewerkt tot en met de laatste editie (2024).

## Versie van Mac & Katie Kissoon
Het duo Mac & Katie Kissoon bracht een coverversie in mei 1971 uit. Deze versie deed het met name goed in Amerika, met een twintigste plek in de Billboard-hitlijst en de tiende plek in de Canadeze lijst, maar Europese hitlijsten wist dit duo niet te halen.